# Coleoxestia thomasi
Coleoxestia thomasi är en skalbaggsart som beskrevs av Eya och Chemsak 2005. Coleoxestia thomasi ingår i släktet Coleoxestia och familjen långhorningar.
Artens utbredningsområde är Panama. Inga underarter finns listade i Catalogue of Life.